# 일반화 가법 모델
일반화 가법 모델(generalized additive model, GAM)은 통계학에서 선형 반응 변수가 일부 예측 변수의 알려지지 않은 매끄러운 함수에 선형적으로 의존하고 이러한 매끄러운 함수에 대한 추론에 관심이 집중되는 일반화 선형 모형이다.
GAM은 원래 트레버 헤이스티, 로버트 팁시라니가 일반화 선형 모델의 속성을 추가 모델과 혼합하기 위해 개발했다. 이는 나이브 베이즈 생성 모델의 차별적 일반화로 해석될 수 있다.
이 모델은 일변량 응답 변수 Y를 일부 예측 변수 xi와 연관시킨다. 다음과 같은 구조를 통해 Y의 예상 값을 예측 변수에 연결하는 연결 함수 g(예: 항등 또는 로그 함수)와 함께 Y(예: 정규, 이항 또는 포아송 분포)에 대해 지수족 분포가 지정된다.
{\displaystyle g(\operatorname {E} (Y))=\beta _{0}+f_{1}(x_{1})+f_{2}(x_{2})+\cdots +f_{m}(x_{m}).\,\!}
함수 fi는 지정된 매개변수 형식(예: 다항식 또는 변수의 불이익이 없는 회귀 스플라인)을 갖는 함수이거나 비모수적 또는 반모수적으로 간단히 '매끄러운 함수'를 비모수적 수단으로 추정할 수 있다. 따라서 일반적인 GAM은 f1(x1)에 대해 지역 가중 평균과 같은 산점도 평활화 함수를 사용한 다음 f2(x2)에 대해 요인 모델을 사용할 수 있다. 반응과 예측 변수 사이의 실제 관계에 대한 완화된 가정을 통해 비모수적 적합을 허용하는 이러한 유연성은 순수 모수적 모델보다 데이터에 더 나은 적합성을 제공하지만 틀림없이 해석 가능성이 일부 손실된다.

## 같이 보기
- 자유도 (통계학)
- 반모수 회귀